# Летка кислота
У хімії терміни летка кислота (або летка жирна кислота (ЛЖК)) та летка кислотність (ЛК) використовуються дещо по-різному в різних галузях.

## Вино
У хімії вина леткі кислоти — це ті, які можна відокремити від вина за допомогою парової дистиляції. На рівень ЛК впливає багато факторів, але основним джерелом є ріст бактерій та дріжджів, що спричиняють псування, і тому ЛК часто використовується для кількісної оцінки ступеня окислення та псування вина.
Оцтова кислота є основною леткою кислотою у вині, але менші кількості молочної, мурашиної, масляної, пропіонової кислоти, вугільної кислоти (з вуглекислого газу) та сірчистої кислоти (з діоксиду сірки) можуть бути присутніми та сприяти формуванню ЛК. Під час аналізу можуть бути вжиті заходи для виключення або корекції ЛК, спричиненої вугільною, сірчаною та сорбіновою кислотами. Інші кислоти, присутні у вині, включаючи яблучну та винну кислоти, вважаються нелеткими або фіксованими кислотами. Разом летка та нелетка кислотність утворюють загальну кислотність.
Класичний аналіз на ЛК включає дистиляцію в перегінному апараті Кеша або Маркхема, а потім титрування стандартизованим гідроксидом натрію та представлення результатів у вигляді оцтової кислоти. Було розроблено кілька альтернатив класичному аналізу.
Хоча ЛК зазвичай вважається дефектом або вадою вина, винороби можуть навмисно допускати невелику кількість ЛК у своєму продукті для покращення сенсорної складності вина. Надлишок ЛК важко виправити. У деяких країнах, включаючи Сполучені Штати, Європейський Союз та Австралію, закон встановлює обмеження на рівень допустимої ЛК.

## Стічні води
У процесі очищення стічних вод леткі кислоти — це коротколанцюгові жирні кислоти (1-6 атомів вуглецю), які розчинні у воді та можуть бути перегнані з парою за атмосферного тиску — головним чином оцтова, пропіонова та масляна кислоти. Ці кислоти утворюються під час анаеробного розщеплення. У добре функціонуючому дигесторі леткі кислоти споживатимуться бактеріями, що утворюють метан. Співвідношення летких кислот / лужності часто вимірюється як один із показників стану реактора. Прийнятний рівень летких жирних кислот у водах навколишнього середовища становить до 50 000 ppm.
Леткі жирні кислоти можна аналізувати титруванням, дистиляцією, паровою дистиляцією або хроматографією. Титрування дає приблизні, але відносно швидкі результати; воно широко використовується для відстеження стану біореактора. Дистиляція аналогічно використовується на очисних спорудах і дає приблизні результати; під час дистиляції втрачається 15-32 % ЛЖК. Парова дистиляція може відновити 92-98 % зразків легкозасвоюваних жирних кислот. Цей метод точніший, ніж два попередні, але для його виконання потрібно близько 4 годин. Хроматографія дає найточніші та найдостовірніші результати. Вона здатна якісно та кількісно аналізувати кожну окрему летку жирну кислоту.

## Фізіологія
У фізіології летка кислота (або дихальна кислота) відноситься до вугільної кислоти, продукту розчинення вуглекислого газу. У цьому контексті термін «леткий» означає, що він може виводитися у вигляді газу через легені. Вугільна кислота є єдиною фізіологічною леткою кислотою. Всі інші фізіологічні кислоти є нелеткими кислотами (також відомими як фіксовані або метаболічні кислоти). Летка кислота утворюється в результаті аеробного окислення таких речовин, як вуглеводи та жирні кислоти.

## Вершкове масло
Концентрацію летких кислот можна використовувати для виявлення фальсифікації вершкового масла менш дорогими жирами. Молочний жир має надзвичайно високий рівень летких масляних та капронових кислот, а змішування з жирами з інших джерел розбавляє леткі кислоти. Вимірювання летких кислот відоме як значення Райхерта-Мейселя.

## Харчування та травлення
У травленні леткі кислоти або леткі жирні кислоти є коротколанцюговими жирними кислотами. Вони особливо важливі для травлення жуйних тварин, і утворюються в результаті дії флори рубця та засвоюються твариною як джерело енергії.

## Промислова гігієна
У пробах повітря на робочому місці концентрації хлоридної, бромистоводневої та азотної кислот можуть контролюватися як небезпечні леткі кислоти.